# لیلیان مالکینا
لیلیان مالکینا (انگلیسی: Lillian Malkina؛ زادهٔ ۱۴ ژوئیهٔ ۱۹۳۸) بازیگر اهل شوروی، چک و روسیه است.
از فیلم‌ها یا برنامه‌های تلویزیونی که وی در آن نقش داشته‌است می‌توان به کارت شناسایی، ماجراهای پینوکیو، مسافرخانه، کلیا، و حافظان اشاره کرد.